# Красное вино

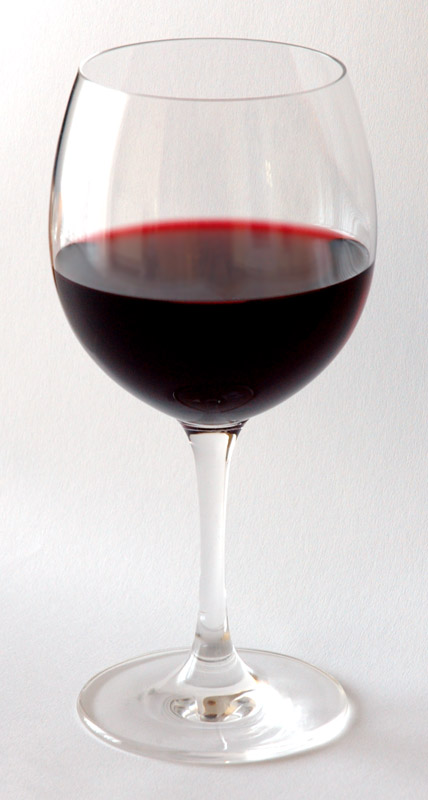
Бокал с красным вином

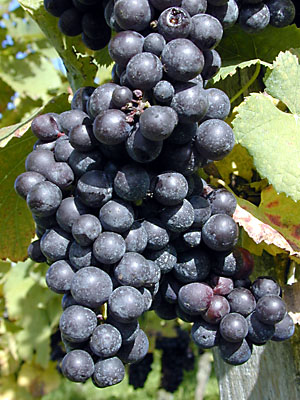
Красный виноград

Кра́сное вино́ — вино, произведённое из тёмных сортов винограда по технологии, обеспечивающей переход антоцианов из кожицы в сусло. Красные вина богаты дубильными веществами и поэтому обладают пряными первичными ароматами. В мире существует около 4500 сортов красного вина.

## Сорта винограда, используемые для производства красного вина
Подавляющее большинство темных сортов относится к виду Виноград культурный (Vitis vinifera  L.). До запрета Европейским Союзом определённой популярностью пользовался гибрид видов Vitis vinifera и V. labrusca. В каждом винодельческом регионе есть собственные сорта.
Сорта красного винограда
- Агиоргитико (Agiorgitiko, St George)
- Альянико (Aglianico)
- Аргаман
- Барбера (Barbera)
- Вранац (Vranac)
- Гальоппо (Gaglioppo)
- Гаме (Gamay)
- Гренаш Нуар (Grenache Noir, Garnacha Tinta, Cannonau)
- Дольчето (Dolceto)
- Зинфандель, Примитиво (Zinfandel, Primitivo)
- Каберне Совиньон (Cabernet Sauvignon)
- Каберне Фран (Cabernet Franc, Bouchet)
- Каладок (Caladoc)
- Кариньян (Carignan, Carinena, Mazuelo)
- Карменер (Carmenère, Carmenere)
- Корвина (Corvina)
- Ксиномавро (Xynomavro)
- Ламбруско (Lambrusco)
- Мавруд (Mavrud)
- Мальбек (Malbec, Auxerrois, Cot)
- Марселан (Marselan)
- Мелник (Melnik)
- Мерло (Merlot)
- Монастрель (Monastrell)
- Монтепульчано (виноград) (Montepulciano)
- Мурведр (Mourvedre, Mataro)
- Неббиоло (Nebbiolo, Spana, Lampia, Chiavennasca)
- Негретт (Negrette)
- Негроамаро (Negroamaro)
- Неро д’Авола (Nero dAvola, Calabrese)
- Пино Нуар (Pinot Noir, Pinot Nero, Spatburgunder)
- Пинотаж (Pinotage)
- Сагрантино (Sagrantino)
- Санджовезе (Sangiovese)
- Саперави (Saperavi)
- Сира/Шираз (Syrah, Shiraz)
- Танна (Tannat)
- Темпранильо (Tempranillo, Tinto Fino)

## Производство
Красное вино получают в основном из чёрного винограда. Пигменты, которые придают красный цвет этому вину — антоцианы, находятся в кожице ягод чёрного винограда.

### Выжимка винограда
После попадания на винодельческое предприятие в большинстве случаев виноград направляется в гребнеотделительную машину. После отделения гребней, виноград дробится. Получившаяся масса сока с кожурой, мякотью и косточками отправляется в ёмкости для настаивания (мацерации). В процессе настаивания кожура отдаёт в сок красящие, вкусовые и ароматические вещества. Гребни обычно удаляются, так как они могут придать вину неприятный, грубый вкус. После мацерации из ёмкостей сливается жидкая фракция, называемая суслом или самотёком, плотные части проходят отжим в прессе.

### Ферментация и мацерация
Перед началом ферментации дробленые ягоды винограда могут в течение нескольких дней выдерживаться при низкой температуре. В течение этого времени фенольные вещества (танины) и красящие вещества виноградной кожицы переходят в виноградный сок (процесс называется «мацерация»).
Ферментация может быть естественной (при помощи дрожжей, содержащихся на шкурке винограда) и с помощью добавления специально селекционированных дрожжей. Процесс ферментации длится от 4 до 10 дней.

### Фильтрование и прессовка
После вымачивания вино сцеживают или фильтруют (для отделения от отжатых плодов). Отжатые плоды пускают на прессовку для отделения оставшегося вина. Вино полученное при прессовке более вяжущее и обладает более насыщенным цветом.

### Яблочно-молочная ферментация
При производстве вин иногда используют яблочно-молочную ферментацию. При этом процессе яблочная кислота превращается в молочную кислоту при помощи молочных бактерий, специально вносимых в молодое вино. По завершении процесса, вино может выдерживаться.

### Созревание и выдержка
Ферментация и старение вина занимают по времени от 3 месяцев до 5 лет. Красное вино старится в дубовых бочках вместимостью 225 литров. Идеальными бочками считаются те, что изготовлены в провинции Лимузен. Эти же бочки используются при изготовлении коньяка. Лимузенские дубовые бочки отличаются от других не только особыми свойствами произрастающего там дуба, но и методом подготовки материала — дерево не пилят, а рубят, сушат не в сушильных камерах, а на открытом пространстве. В среднем стоимость новой бочки из провинции Лимузен около 500—800 евро. Только из-за того, что вино старилось в лимузенских бочках, цена бутылки вина повышается в среднем на 1—1,5 евро. Посредственные и недорогие вина не старятся в таких бочках. В Европе запрещено отображение года на этикетке для бутылок со столовым вином и вином низкого качества.

## Красное вино и здоровье
С древних времён вину приписывались лечебные свойства. В качестве лекарства оно применялось в Месопотамии, Китае и Древнем Египте за две тысячи лет до нашей эры. Гиппократ применял вино в качестве антисептика, диуретика, успокоительного и растворителя для лекарств, а также рекомендовал пить вино своим пациентам.
Эффекты, оказываемые употреблением вина на здоровье, ещё полностью не изучены. Эпидемиологические данные свидетельствуют, что употребление вина в разумных пределах снижает риск развития сердечной недостаточности и такого серьёзного заболевания сердечно-сосудистой системы, как инфаркт миокарда, повышает гемоглобин и оказывает влияние на качественный состав крови.
Достоверно не установлено, чем обусловлен данный эффект. Одни учёные связывают его с действием алкоголя, другие — с действием биологически активных веществ, содержащихся в вине. С высокой степенью достоверности установлено, что умеренное потребление алкоголя снижает вероятность развития сердечной недостаточности.
Красное вино может восстановить первоначальное сияние кожи. Полифенолы в вине могут предотвратить окисление клеток, которое приводит к старению кожи. Антиоксидантные свойства ресвератрола очень хорошо воздействуют на окислительный стресс, поэтому клетки кожи довольно часто обновляются. Этот антиоксидант настолько силен, что его исследуют на предмет его способности предотвращать рак и другие опасные заболевания кожи.
Содержание биологически активных веществ зависит от сорта винограда и особенно от технологии производства. Основной источник сока для производства вина — мякоть ягод. Она содержит яблочную, лимонную и винную кислоты, пектин, минеральные и азотистые соединения. Из кожицы, наряду с минеральными веществами и органическими кислотами, в вино поступают различные полифенолы, в том числе танины. В зёрнышках содержится большое количество дубильных веществ.
Положительное воздействие на здоровье человека оказывают танины (содержатся в винограде, чае и многих других растениях), содержащиеся именно в красном вине, а не в белом.

## В литературе
Рейнвейн подминает под себя любое красное вино деликатного характера, вы об этом не знали? Это просто варварство подавать рейнское перед красным.Роальд Даль. «Вкус» (1951)
In vino veritas, in aqua sanitas (лат. «Истина — в вине, здоровье — в воде»)

## В массовой культуре
- В фильме «На обочине» вино занимает одно из важнейших мест. В нём фигурирует вино Chateau Cheval Blanc.